# Convolvulus afanassievii
Convolvulus afanassievii är en vindeväxtart som beskrevs av A. N. Luferov. Convolvulus afanassievii ingår i släktet vindor, och familjen vindeväxter. Inga underarter finns listade i Catalogue of Life.